# Michael D. Carleton
Michael Dean Carleton (* 27. Dezember 1944 in Decatur, Illinois) ist ein US-amerikanischer Zoologe. Sein Forschungsschwerpunkt ist die Mammalogie, insbesondere die Ordnung der Nagetiere (Rodentia).

## Leben
Carleton absolvierte von 1962 bis 1966 ein Biologie-Studium an der University of Massachusetts in Amherst, das er als Bachelor of Science abschloss. Für die Erlangung des Doktorgrades besuchte er von 1968 bis 1973 und von 1977 bis 1979 die University of Michigan in Ann Arbor, wo er mit der Dissertation Phylogenetic Relationships in Neotomine-Peromyscine Rodents and a Reappraisal of the Dichotomy in New World Cricetinae. zum Ph.D. promovierte.
1966 erhielt er nach dem National Defense Education Act ein Stipendium, mit dem er bis 1968 an der Abteilung für Zoologie der University of Massachusetts lehrte. 1969 war er Lehrbeauftragter in der Abteilung für Zoologie der University of Michigan. 1970 wurde er wissenschaftlicher Mitarbeiter im Museum of Zoology der University of Michigan und 1973 wurde er zum Manager der Säugetiersammlung des Museums ernannt, wo er bis 1978 tätig war. 1979 zog er nach Washington D. C., wo er eine Position als Assistenzkurator in der Abteilung für Wirbeltierzoologie am National Museum of Natural History der Smithsonian Institution annahm. Ab 1982 begann er als wissenschaftlicher Mitarbeiter in der Abteilung für Mammalogie am American Museum of Natural History in New York City, gleichzeitig setzte er seine Mitarbeit an der Smithsonian Institution fort.
Carletons besonderes Interesse gilt der Systematik der Nagetiere sowie deren Anatomie, ihrer biologischen Funktion und ihrer phylogenetischen Analyse. Ferner ist er ein leidenschaftlicher Naturfotograf. Für seine Forschungsarbeit unternahm er Reisen nach Costa Rica, Guatemala, Mexiko, Nicaragua, Panama und in die Vereinigten Staaten.
1993 und 2005 verfasste Carleton gemeinsam mit Guy Musser den Abschnitt über die Ordnung der Nagetiere im Nachschlagewerk Mammal Species of the World, in dem zahlreiche Gattungen und Arten revidiert wurden.
Carleton ist Mitglied der American Society of Mammalogists, der Society for the Study of Evolution und der Society of Systematic Zoology.

## Dedikationsnamen
2009 benannten Steven M. Goodman und seine Kollegen die Bilchschwanzart Eliurus carletoni zu Ehren von Michael D. Carleton. 2021 wurde die Art Bullimus carletoni aus der Gattung der Philippinen-Moosmäuse nach ihm benannt.